# جورج لوي (لاعب كرة قاعدة)
جورج لوي (بالإنجليزية: George Lowe)‏ هو لاعب كرة قاعدة أمريكي، ولد في 25 أبريل 1895 في ريدجفيلد بارك في الولايات المتحدة، وتوفي في 3 سبتمبر 1981 في سومرز بوينت في الولايات المتحدة.

## وصلات خارجية
- جورج لوي على موقعبيزبول رفرنس.كوم (الدوري الرئيسي) (الإنجليزية)
- جورج لوي على موقعبيزبول رفرنس.كوم (الدوري الثانوي) (الإنجليزية)